# Catephiona lichenea
Catephiona lichenea är en fjärilsart som beskrevs av George Francis Hampson 1895. Catephiona lichenea ingår i släktet Catephiona och familjen nattflyn. Inga underarter finns listade i Catalogue of Life.